# Nadleśnictwo Białowieża
Nadleśnictwo Białowieża – jednostka organizacyjna Lasów Państwowych podległa Regionalnej Dyrekcji Lasów Państwowych w Białymstoku. Siedziba Nadleśnictwa znajduje się w Białowieży w powiecie hajnowskim, w województwie podlaskim. Nadleśnictwo Hajnówka wchodzi w skład Leśnego Kompleksu Promocyjnego Puszcza Białowieska.
Nadleśnictwo obejmuje część powiatu hajnowskiego (gmina Białowieża). Sąsiaduje z Białowieskim Parkiem Narodowym.

## Historia
Historia leśnictwa białowieskiego sięga XVI w. Nadleśnictwo Królewskie z siedzibą w Białowieży powstało w czasach carskich i utrzymane zostało po odzyskaniu przez Polskę niepodległości. Później zmieniło nazwę na obecną.

## Ochrona przyrody
Na terenie nadleśnictwa znajduje się siedem rezerwatów przyrody:
- Kozłowe Borki
- Lasy Naturalne Puszczy Białowieskiej
- Podcerkwa
- Podolany
- Pogorzelce
- Władysława Szafera
- Wysokie Bagno

## Drzewostany
Typy siedliskowe lasów nadleśnictwa (z ich udziałem procentowym):
- lasowe 71%
- borowe 19%
- olsy 10%

Gatunki lasotwórcze lasów nadleśnictwa (z ich udziałem procentowym):
- świerk, sosna 54%
- olsza 22%
- dąb 11%
- grab 5%
- brzoza 4%
- inne gatunki 4%